# Tour della nazionale maschile di rugby a 15 dell'Australia 1968
Nel 1968, la nazionale di rugby a 15 dell'Australia, si reca in Europa per un mini-tour di due partite.
Subisce due impreviste sconfitte con Irlanda e Scozia.

## Risultati
| Arbitro: | W.Jones |

| |            | |
| mete: Bresnihan, Goodall trasf.: Kiernan, Moroney | Marcatori  | mete: Ballesty |
| 15 Tom Kiernan (c) 14 John Moroney, 11 Jim Tydings 13 Barry Bresnihan, 12 Laurence Hunter 10 Mike Gibson, 9 Roger Young 8 Michael Hipwell, 7 Ken Goodall, 6 Mick Doyle 5 Mick Molloy, 4 Willie-John McBride 3 Oliver Waldron, 2 Ken Kennedy, 1 Syd Millar | Formazioni | 15 Barry Honan 14 John Cole, 11 Terry Forman 13 Phil Smith, 12 John Brass 10 John Ballesty, 9 John Hipwell 8 David Taylor, 7 Greg Davis, 6 Hugh Rose 5 Stuart Gregory, 4 Norman Reilly 3 Ross Turnbull, 2 Peter Johnson (c), 1 Roy Prosser |

| Arbitro: | M. Titcomb |

| |            | |
| mete: trasf.: c.p.: Drop: | Marcatori  | mete: trasf.: c.p.: Drop: |
| 15 Colin Blaikie 14 Sandy Hinshelwood, 11 William Jackson 13 Jock Turner, 12 Chris Rea 10 Colin Telfer, 9 Gordon Connell 8 Jim Telfer (c), 7 Rodger Arneil, 6 Tom Elliot 5 Alastair McHarg, 4 Peter Stagg 3 S. Carmichael, 2 Frank Laidlaw, 1 Norm Suddon | Formazioni | 15 Barry Honan 14 John Cole, 11 Terry Forman 13 Phil Smith, 12 John Brass 10 John Ballesty, 9 John Hipwell 8 David Taylor, 7 Greg Davis, 6 Hugh Rose 5 Stuart Gregory, 4 Norman Reilly 3 Roy Prosser, 2 Peter Johnson (c), 1 Keith Bell |